# Franz Glöckl
Franz Glöckl (* 20. Mai 1884 in Karlstein; † in der Nacht vom 27. auf den 28. Juli 1943 in Hamburg) war ein deutscher Gewerkschafter.

## Leben und Wirken
Der gebürtige Oberpfälzer Glöckl, dessen Vater eine Gastwirtschaft betrieb, zog 1907 nach Hamburg. Er arbeitete anfangs als privat angestellter Chauffeur. Danach fuhr er Droschken für die Hamburger Elektrische-Droschken-Automobil GmbH (HEDAG). Er schloss sich dem Deutschen Transportarbeiter-Verband (DTV) an und wurde SPD-Mitglied. Im Auftrag der Sektion Verkehrsarbeiter des DTV nahm er 1912 am Hamburger Gewerkschaftskartell teil. Außerdem beteiligte er sich an einer Kommission der Kraftwagenführer im DTV, die sich mit Klagen über „unliebsame Zustände“ beschäftigte.
Im Mai 1912 kam es zu einem Streik der Droschkenchauffeure der HEDAG. Sie beklagten „unsinnige Akkordraserei“. Glöckl leitete den Streik mit und konnte einen Tarifvertrag aushandeln. Während des Ersten Weltkriegs leistete er Militärdienst als Kraftwagenfahrer. Als nach Kriegsende 1919 der DTV, der Deutsche Kraftwagenführer-Verband und Vereine der Privatwagenführer fusionierten, reiste Glöckl nach Stuttgart. Dort nahm er als Vertreter des DTV an einer Konferenz teil, die eine gemeinsame Reichsleitung verabschiedete.
Im Juli 1921 übernahm Glöckl das Amt des Sektionsleiters der Verkehrsarbeiter. Ohne Entgelt engagierte er sich für 9000 Angestellte wie Droschken- und Stallkutscher, Führer von Privat- und Geschäftswagen, Fahrer von Kraftdroschken und Straßenbahnen, Angestellte der Hamburger Hochbahn, Kapitäne der Alsterdampfer, Post-, Telegraphen- und Streckenarbeiter und Beschäftigte in Werkstätten. Im Januar 1923 erhielt Glöckl eine hauptamtliche Stelle als Sektionsleiter in der Organisation, die nun „Deutscher Verkehrsbund“ hieß. Anfangs gehörte er der Hamburger Ortsverwaltung an. Nachdem die Verwaltungsstellen Bergedorf, Alt-Rahlstedt, Ahrensburg, Eidelstedt sowie Schnelsen 1924 hinzugekommen waren, arbeitete er für die Bezirksverwaltung Groß-Hamburg, deren Vorstand er angehörte. Bei Wahlen bis 1932 wurde er immer wiedergewählt. Ab 1926 hatte er auch einen Sitz im Gauvorstand. 1929 übernahm er eine weitere Funktion als Beisitzer im Fachausschuss Verkehrs- und Transportbetriebe des Hamburger Arbeitsamtes. Seit 1932 war er als Beisitzer am Hamburger Arbeitsgericht tätig.
1925 nahm Glöckl an der 6. Reichskonferenz des Reichsverbands der Berufskraftfahrer im Deutschen Verkehrsbund in Frankfurt am Main teil. Dort forderte er insbesondere eine verbindliche Rechtsschutz- und Haftpflichtversicherung für die organisierten Mitglieder. Außerdem äußerte er sich klar antikommunistisch und bekannte sich eindeutig zur SPD. Im August 1932 erhielt Glöckl eine Stelle beim Gesamtverband der Arbeitnehmer der öffentlichen Betriebe und des Personen- und Warenverkehrs mit Sitz in Berlin. Dort arbeitete er in der Reichsabteilung C. Hier konnte er schnell höhere Positionen erreichen: Im Oktober 1932 wählte ihn der Verbandsbeirat als gleichgestellten Reichsabteilungsleiter in den Vorstand der Gewerkschaft. Glöckl verjüngte damit wie beabsichtigt dieses Gremium. Außerdem repräsentierte er in der Gewerkschaftsleitung Hamburg als zweitwichtigste Region innerhalb der Gewerkschaft.
1933 musste Glöckl von allen Ämtern zurücktreten. Er ging zurück nach Hamburg, wo er bis Ende der 1930er Jahre als Kraftfahrer tätig war. Anschließend eröffnete er eine eigene Bäckerei.
Franz Glöckl erstickte während der Operation Gomorrha.